# Aridane Santana
Aridane Jesús Santana Cabrera (ur. 31 marca 1987 w Vecindario) – hiszpański piłkarz występujący na pozycji napastnika w Albacete Balompié.